# Волки-оборотни
«Волки-оборотни» (англ. Skinwalkers) — американо-канадо-немецко-британский фильм 2006 года, сочетающий в себе элементы фильма ужасов и боевика. Снят режиссёром Джеймсом Айзеком. Английское название фильма происходит от именования оборотней в мифологии индейцев-навахо.

## Сюжет
В Северной Америке происходит борьба двух кланов оборотней — если одни вполне довольны своим положением и с удовольствием вкушают человеческую плоть, то вторые стараются вести обычный образ жизни, а в полнолуние привязывают себя особыми ремнями, препятствующими им реализовать свои инстинктивные желания. Надеждой второй является мальчик-полукровка, у которого в полнолуние после тринадцатилетия должны появиться какие-то способности, которые помогут оборотням стать нормальными людьми…
Рейчел живёт в доме родителей своего бывшего мужа Кейлеба, который был убит неизвестными несколько лет назад. Внешне всё хорошо, только её напрягает внимание как родственников мужа, так и вообще жителей городка Гугенот к ней и её сыну Тимоти. Она и не догадывается, что кроме неё в городе проживает только один обычный человек — индеец Уилл. Все остальные — оборотни. И вот в один непрекрасный день за трое суток до ожидаемого «хорошими» оборотнями полнолуния в городе появляется банда Варека, представителя «плохих». Между двумя кланами происходит уличное сражение с применением огнестрельного оружия. Несмотря на потери, группа хороших во главе с дядей Тимоти Джонасом бежит из городка на грузовике. Бабушку Тимоти, ставшуюся в городке, Варек убивает.
Рейчел требует объяснить, что происходит, в результате Джонасу приходится открыть ей правду. Женщина в шоке, но деваться ей некуда — приходится следовать указаниям деверя. Но Тимоти в дороге становится плохо, что требует помещения его в больницу. Вот тут банда Варека и настигает беглецов. И в этот момент перед Рейчел открывается ещё более страшная правда — Варек — это её муж Кейлеб, который выбрал путь «плохих» оборотней, а Тимоти — его сын. Однако вновь обретённый потомок мало радует Варека, так как его целью является уничтожение мальчика. Ему удаётся схватить дочь Джонаса (свою племянницу) Кэтрин, так что он предлагает брату торг — Кэтрин за Тимоти. Джонас отказывается от подобного обмена.
Джонас пытается укрыться в надёжном месте, но оставшийся с ним бойфренд Кэтрин Адам тоскует по девушке и, несмотря на запрет Джонаса, отправляется на её поиски. Он находит девушку, привязанной к кресту (так «плохие» оборотни повесили её в насмешку за отказ от своей «истиной сути» как они называли убийство людей), но живой. Всё случившееся чрезвычайно смущает Джонаса, который решает немедленно покинуть вновь обретённое укрытие. По дороге выясняется, что Кэтрин осталась в живых, так как перешла на сторону «плохих», поскольку они силой напоили её кровью и пробудили жажду. Ей удаётся убить Уилла и Адама и она пытается добраться до Тимоти. Джонасу ничего не остаётся как убить свою дочь.
Приближается полночь вожделенного полнолуния. Джонас с Рейчел и Тимоти укрываются на старой фабрике, однако, так как Джонас сам представляет опасность для людей, он требует от Рейчел запереться в одном из помещений и при малейшем подозрении стрелять в него. На фабрику прибывают и Варек со своими сподвижниками. Между ними и Джонасом происходит очередная баталия, в итоге которой двое членов банды Варека погибают, а новую подругу Варека Соню убивает Рейчел. Однако Джонас, испробовавший плоть другого оборотня обращается, так что Рейчел приходится убить деверя. Однако Варек ещё жив. Отбросив Рейчел, он впивается в шею своего сына.. и в этот момент наступает полночь, когда кровь Тимоти изменяется — если она попадает к какому-либо оборотню, то он превращается снова в человека. Именно это и происходит с Вареком — он снова любящий муж и отец Кейлеб.
В дальнейшем Тимоти с родителями готовит из своей крови лекарство от проклятья для всех страждущих.

## В ролях
| Актёр          | Роль    |
| -------------- | ------- |
| Джейсон Бер    | Варек   |
| Элиас Котеас   | Джонас  |
| Рона Митра     | Рейчел  |
| Натасия Мальте | Соня    |
| Ким Коутс      | Зоу     |
| Сара Картер    | Кэтрин  |
| Том Джексон    | Уилл    |
| Мэттью Найт    | Тимоти  |
| Роуг Джонстон  | Греньер |
| Барбара Гордон | Нана    |
| Шоун Робертс   | Адам    |
| Лайрик Бент    | Доук    |

## Критика
На агрегаторе рецензий Rotten Tomatoes рейтинг одобрения составляет 13 % на основе 38 обзоров со средней оценкой 3,6 из 10. Критический консенсус сайта гласит: «Это жестоко сыгранный проект, чьи неоригинальные и неумело поставленные последовательности действий напоминают зрителям гораздо лучшие боевики и фильмы об оборотнях».
Мейтленд Макдонах из TV Guide отметил, что «акцент делается больше на обычном действии, чем на эффектах метаморфозы человека в волка и последующем зверском хаосе», и сказал, что фильм «живой, и он делает пару умных жанровых поворотов, прежде чем запутаться».